# La Vilella Baixa
La Vilella Baixa ist eine Gemeinde im Süden Kataloniens mit 207 Einwohnern (Stand: 2024) und liegt in der Provinz Tarragona und der Comarca Priorat. 

## Lage
La Vilella Baixa liegt etwa 36 Kilometer westnordwestlich von Tarragona in einer Höhe von ca. 220 m. 

## Bevölkerungsentwicklung
| Jahr      | 1970 | 1981 | 1991 | 2001 | 2011 | 2021 |
| Einwohner | 303  | 193  | 163  | 179  | 210  | 208  |

## Sehenswürdigkeiten

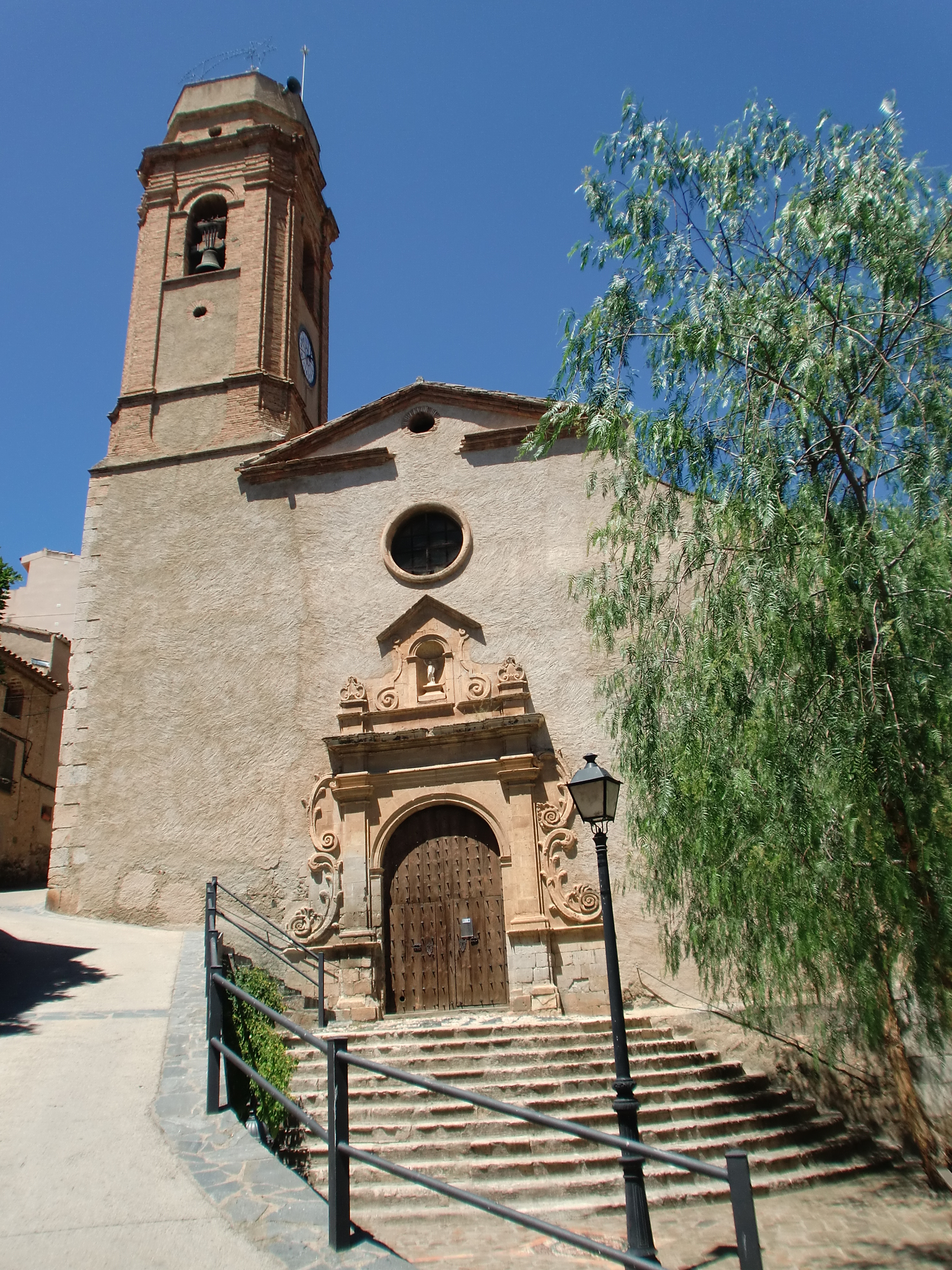
Johannes-der-Täufer-Kirche

- Johannes-der-Täufer-Kirche